# Басников, Василий Сергеевич
Василий Сергеевич Басников — советский хозяйственный, государственный и политический деятель, Герой Социалистического Труда.

## Биография
Родился в 1914 году в деревне Пожары. Член КПСС.
С 1935 года — на хозяйственной, общественной и политической работе. В 1935—1975 гг. — счетовод в местном колхозе, Пожарском сельсовете, бухгалтер в Борисово-Судском райфо, участник советско-финской и Великой Отечественной войны, председатель колхоза «Красный путь», председатель укрупненного колхоза им. XXI съезда КПСС Бабаевского района Вологодской области, председатель Пожарского сельсовета Бабаевского района.
Указом Президиума Верховного Совета СССР от 8 апреля 1971 года присвоено звание Героя Социалистического Труда с вручением ордена Ленина и золотой медали «Серп и Молот».
Делегат XXIV съезда КПСС.
Умер в Пожарах в 1997 году.